# Alberic III van Dammartin
Alberic III van Dammartin (Dammartin-en-Goële, circa 1135 - 19 september 1200) was van 1183 tot aan zijn dood graaf van Dammartin. Hij behoorde tot het huis Dammartin-en-Goële.

## Levensloop
Alberic III was de zoon van graaf Alberic II van Dammartin en diens eerste echtgenote Joan Basset. Hij huwde rond 1165 met Mahaut (1147-1200), dochter van graaf Reinoud II van Clermont.
In 1183 volgde hij zijn vader op als graaf van Dammartin. Aanvankelijk steunde hij koning Filips II van Frankrijk, maar tegen het einde van zijn leven steunde hij de Engelse koning Jan zonder Land.
In september 1200 overleed Alberic III van Dammartin. Er is twijfel over zijn overlijdensplaats, ofwel stierf hij in Londen, ofwel in Lillebonne. In elk geval werd hij bijgezet in de Abdij van Jumièges.

## Nakomelingen
Alberic en zijn echtgenote Mahaut kregen volgende kinderen:
- Reinoud (1165-1227), graaf van Boulogne en Dammartin
- Alix (1170-1237), huwde met burggraaf Jean van Trie
- Simon (1180-1239), graaf van Ponthieu
- Agnes (1185-1233), huwde met Guillaume de Fiennes
- Clemence, huwde met Jacques de Saint-Omer
- Rudolf

## Voorouders
| Voorouders van Alberic III van Dammartin (1135-1200) | Voorouders van Alberic III van Dammartin (1135-1200)        | Voorouders van Alberic III van Dammartin (1135-1200)        | Voorouders van Alberic III van Dammartin (1135-1200)        | Voorouders van Alberic III van Dammartin (1135-1200)        | Voorouders van Alberic III van Dammartin (1135-1200) | Voorouders van Alberic III van Dammartin (1135-1200) | Voorouders van Alberic III van Dammartin (1135-1200) | Voorouders van Alberic III van Dammartin (1135-1200) |
| ---------------------------------------------------- | ----------------------------------------------------------- | ----------------------------------------------------------- | ----------------------------------------------------------- | ----------------------------------------------------------- | ---------------------------------------------------- | ---------------------------------------------------- | ---------------------------------------------------- | ---------------------------------------------------- |
| Overgrootouders                                      | Gilbert de Mello (-) ∞ Richilde de Clermont (-)             | Gilbert de Mello (-) ∞ Richilde de Clermont (-)             | Hugo I van Dammartin (-1103) ∞ Rohese de Clare (-)          | Hugo I van Dammartin (-1103) ∞ Rohese de Clare (-)          | ? (–) ∞ ? (-)                                        | ? (–) ∞ ? (-)                                        | ? (–) ∞ ? (-)                                        | ? (–) ∞ ? (-)                                        |
| Grootouders                                          | Alberic van Mello (-1112) ∞ Adela van Dammartin (1116-1165) | Alberic van Mello (-1112) ∞ Adela van Dammartin (1116-1165) | Alberic van Mello (-1112) ∞ Adela van Dammartin (1116-1165) | Alberic van Mello (-1112) ∞ Adela van Dammartin (1116-1165) | Gilbert Basset (-) ∞ ? (-)                           | Gilbert Basset (-) ∞ ? (-)                           | Gilbert Basset (-) ∞ ? (-)                           | Gilbert Basset (-) ∞ ? (-)                           |
| Ouders                                               | Alberic II van Dammartin (–1183) ∞ Joan Basset (-)          | Alberic II van Dammartin (–1183) ∞ Joan Basset (-)          | Alberic II van Dammartin (–1183) ∞ Joan Basset (-)          | Alberic II van Dammartin (–1183) ∞ Joan Basset (-)          | Alberic II van Dammartin (–1183) ∞ Joan Basset (-)   | Alberic II van Dammartin (–1183) ∞ Joan Basset (-)   | Alberic II van Dammartin (–1183) ∞ Joan Basset (-)   | Alberic II van Dammartin (–1183) ∞ Joan Basset (-)   |